# Pipil rudoboczny
Pipil rudoboczny (Pipilo erythrophthalmus) – gatunek ptaka z rodziny pasówek (Passerellidae), zamieszkujący środkową i wschodnią część Ameryki Północnej. Nie jest zagrożony wyginięciem..

## Systematyka
Wyróżniono cztery podgatunki P. erythrophthalmus:
- P. erythrophthalmus erythrophthalmus – pipil rudoboczny[4] – południowo-środkowa i południowo-wschodnia Kanada do wschodnio-środkowych USA.
- P. erythrophthalmus canaster – interior południowo-wschodnich USA.
- P. erythrophthalmus rileyi – wybrzeża południowo-wschodnich USA z wyjątkiem środkowej i południowej Florydy.
- P. erythrophthalmus alleni – pipil białooki[4] – Floryda.

## Morfologia
Długość ciała 17,3–20,6 cm, masa ciała: 32,1–52,3 g. Wierzch ciała, gardło oraz pierś czarne; boki rdzawe, brzuch biały; na czarnych skrzydłach i ogonie widoczny biały rysunek. Samica podobna, lecz zamiast koloru czarnego, pióra są brązowe. Młode ptaki z wierzchu bardziej brązowe, od spodu jasne, w gęste kreski. U samców z zachodu zasięgu widać białe plamy na grzbiecie. Tęczówki u wschodnich i zachodnich podgatunków czerwone, u południowych białe.

## Zasięg, środowisko
Zarośla w środkowej i wschodniej części Ameryki Północnej, z wyjątkiem obszarów preriowych o niskiej trawie. Północne populacje na zimę odlatują na południe.

## Status
IUCN uznaje pipila rudobocznego za gatunek najmniejszej troski (LC, Least Concern) nieprzerwanie od 2000 roku. Organizacja Partners in Flight szacuje liczebność populacji lęgowej na około 28 milionów osobników (IUCN podaje wartość 11 milionów, jednak bez wskazania źródła danych). Trend liczebności populacji uznawany jest obecnie za stabilny, choć według szacunków North American Breeding Bird Survey w latach 1966–2015 spadła o 49%.